# Allen M. Davey
Pour les articles homonymes, voir Davey.
Allen Milburn Davey (Allen M. Davey, parfois crédité Allen Davey), A.S.C., né le 15 mai 1894 à Bayonne (New Jersey), mort le 5 mars 1946 à Hollywood — quartier de Los Angeles (Californie) —, est un directeur de la photographie américain.

## Biographie
Allen M. Davey débute comme chef opérateur en 1916 et collabore à vingt-neuf films muets américains, jusqu'en 1928, dont le drame The Blue Bonnet (1919) de Louis Chaudet — qu'il retrouvera sur trois autres films muets —, avec Ben F. Wilson et Irene Rich. À ce poste, il revient au cinéma en 1936, contribuant alors à vingt-deux autres films (le premier est un court métrage), tous tournés en Technicolor, procédé dont il devient l'un des directeurs de la photographie spécialisés (à l'instar de ses collègues W. Howard Greene, William V. Skall ou William E. Snyder). Le dernier est La Chanson du souvenir de Charles Vidor (1945, avec Paul Muni et Merle Oberon). Mentionnons également sa participation (non créditée), pour des prises de vues additionnelles, à Duel au soleil (avec Gregory Peck et Jennifer Jones) de King Vidor, sorti en décembre 1946, plusieurs mois après sa mort.
Outre les trois réalisateurs déjà nommés, il assiste notamment W. S. Van Dyke (ex. : Amants en 1938, avec Nelson Eddy et Jeanette MacDonald), Victor Fleming (Le Magicien d'Oz en 1939, avec Judy Garland et Frank Morgan), ou encore Fritz Lang (le western Les Pionniers de la Western Union en 1941, avec Robert Young et Randolph Scott), entre autres.
Le film Amants pré-cité lui permet de gagner en 1939 un Oscar d'honneur (partagé avec Oliver T. Marsh). Par la suite, il obtient quatre nominations (voir détails ci-dessous) à l'Oscar de la meilleure photographie — catégorie couleur —, la dernière pour La Chanson du souvenir, son ultime film évoqué plus haut.

## Filmographie partielle
Comme directeur de la photographie, sauf mention contraire
- 1917 : The Prison without Walls d'E. Mason Hopper
- 1917 : The Golden Fetter d'Edward LeSaint
- 1919 : The Weaker Vessel de Paul Powell
- 1919 : The Blue Bonnet de Louis Chaudet
- 1920 : The Kentucky Colonel (en) de William A. Seiter
- 1922 : The Girl Who Ran Wild de Rupert Julian
- 1922 : Le Roman de cousine Laure (Tillie) de Frank Urson
- 1923 : Fools and Riches d'Herbert Blaché
- 1923 : Bavu de Stuart Paton
- 1923 : Sawdust de Jack Conway
- 1924 : Le Dernier Homme sur terre (The Last Man on Earth) de John G. Blystone
- 1925 : A Man of Nerve de Louis Chaudet
- 1925 : Timber Wolf de W. S. Van Dyke
- 1925 : Le Réprouvé (Durand of the Bad Lands) de Lynn Reynolds
- 1926 : Eyes Right ! de Louis Chaudet
- 1927 : Cheaters d'Oscar Apfel
- 1936 : Sunkist Stars at Palm Springs de Roy Rowland (court métrage)
- 1936 : Echo Mountain de Ralph Staub
- 1936 : The Sunday Round-Up de William Clemens
- 1937 : The Man Without a Country de Crane Wilbur (court métrage)
- 1937 : La Loi de la forêt (God's Country and the Woman) de William Keighley (associé)
- 1938 : La Bataille de l'or (Gold is where you find it) de Michael Curtiz (consultant)
- 1938 : Amants (Sweethearts) de W. S. Van Dyke
- 1938 : La Vallée des géants (Valley of the Giants) de William Keighley
- 1938 : Les Aventures de Robin des Bois (The Adventures of Robin Hood) de Michael Curtiz et William Keighley (associé)
- 1939 : Hollywood Cavalcade d'Irving Cummings et Malcolm St. Clair
- 1939 : Le Magicien d'Oz (The Wizard of Oz) de Victor Fleming (associé)
- 1940 : Typhon (Typhoon) de Louis King
- 1940 : Chante mon amour (Bitter Sweet) de W. S. Van Dyke
- 1941 : Soirs de Miami (Moon Over Miami) de Walter Lang
- 1941 : Les Pionniers de la Western Union (Western Union) de Fritz Lang
- 1941 : Sous le ciel de Polynésie (Bahama Passage) d'Edward H. Griffith
- 1942 : Spanish Fiesta de Jean Negulesco (court métrage)
- 1943 : Les Desperados (The Desperadoes) de Charles Vidor
- 1943 : Hello Frisco, Hello d'H. Bruce Humberstone
- 1944 : La Reine de Broadway (Cover Girl) de Charles Vidor
- 1945 : La Chanson du souvenir (A Song to remember) de Charles Vidor
- 1946 : Duel au soleil (Duel in the Sun) de King Vidor (prises de vues additionnelles)

## Nominations et récompense
- Oscar d'honneur en 1939, pour Amants (récompense, partagée avec Oliver T. Marsh).
- Oscar de la meilleure photographie, catégorie couleur (nominations uniquement) :
  - En 1941, pour Chante mon amour (partagée avec Oliver T. Marsh) ;
  - En 1944, pour Hello Frisco, Hello (partagée avec Charles G. Clarke) ;
  - En 1945, pour La Reine de Broadway (partagée avec Rudolph Maté) ;
  - Et en 1946, pour La Chanson du souvenir (partagée avec Tony Gaudio).